# Pseudohadena impedita
Pseudohadena impedita là một loài bướm đêm trong họ Noctuidae.